# Diocese de Ambikapur
A Diocese de Ambikapur (Latim:Dioecesis Ambikapurensis) é uma diocese localizada no município de Ambikapur, no estado de Chatisgar, pertencente a Arquidiocese de Raipur na Índia. Foi fundada em 10 de novembro de 1977 pelo Papa Paulo VI. Com uma população católica de 102.000 habitantes, sendo 3,4% da população total, possui 55 paróquias com dados de 2020.

## História
Em 10 de novembro de 1977 o Papa Paulo VI cria a Diocese de Ambikapur e a Diocese de Raigarh através da divisão da Diocese de Raigarh-Ambikapur. Em 2004 a Diocese de Ambikapur tem sua província eclesiástica alterada, passando de Bhopal para Raipur.

## Lista de bispos
A seguir uma lista de bispos desde a criação da diocese em 1977.
|                     | Nome                | Período             | Notas                       |
| Bispos de Ambikapur | Bispos de Ambikapur | Bispos de Ambikapur | Bispos de Ambikapur         |
| ------------------- | ------------------- | ------------------- | --------------------------- |
| 4º                  | Antonis Bara        | 2021 - atual        |                             |
| 3º                  | Patras Minj, S.J.   | 1996 - 2021         |                             |
| 2º                  | Paschal Topno, S.J. | 1985 - 1994         | Nomeado arcebispo de Bhopal |
| 1º                  | Philip Ekka, S.J.   | 1977 - 1984         | Nomeado bispo de Raipur     |